# James Cook

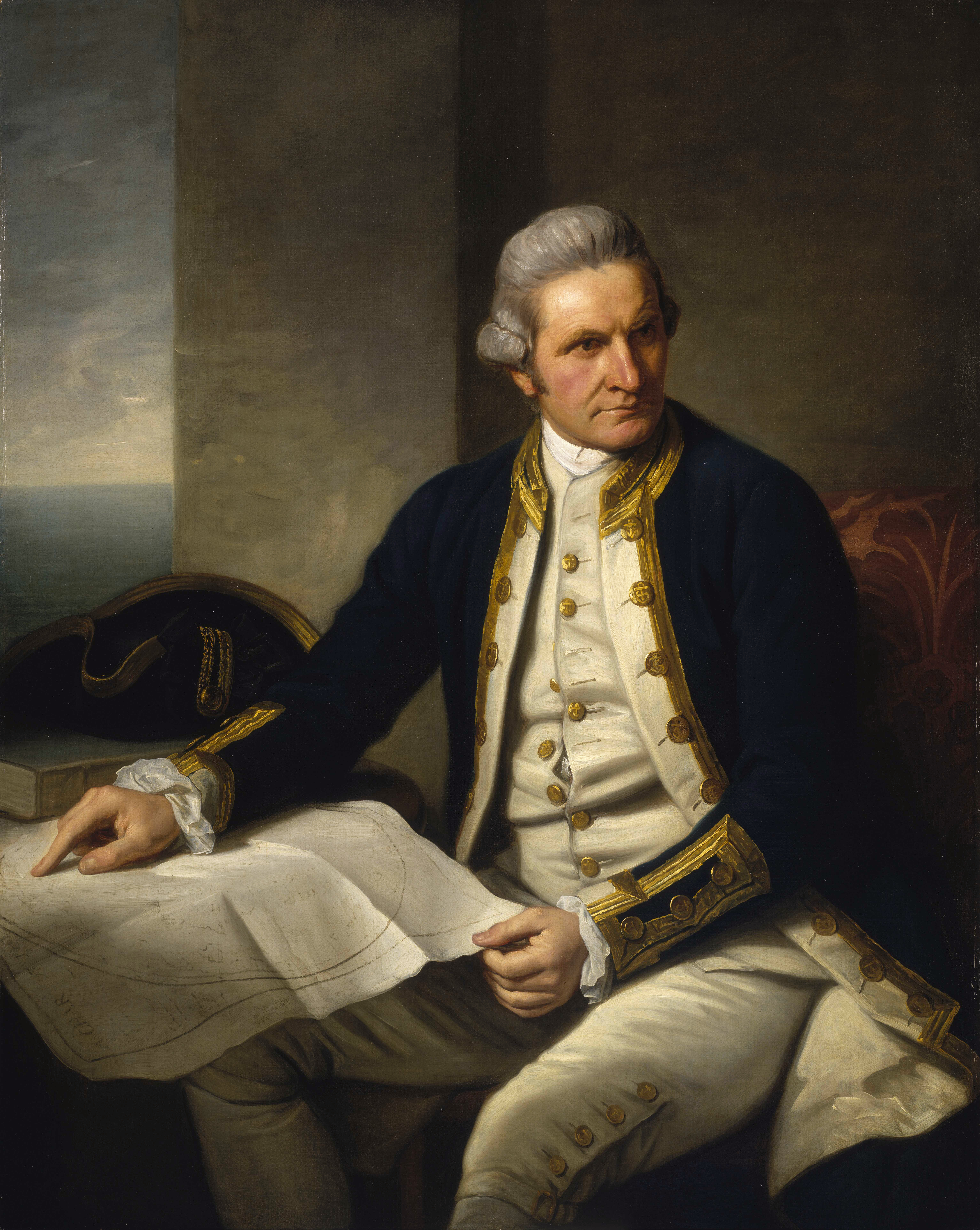
James Cook na zijn terugkeer van zijn tweede expeditie in de Stille Zuidzee
(ca. 1775), Nathaniel Dance, NMM

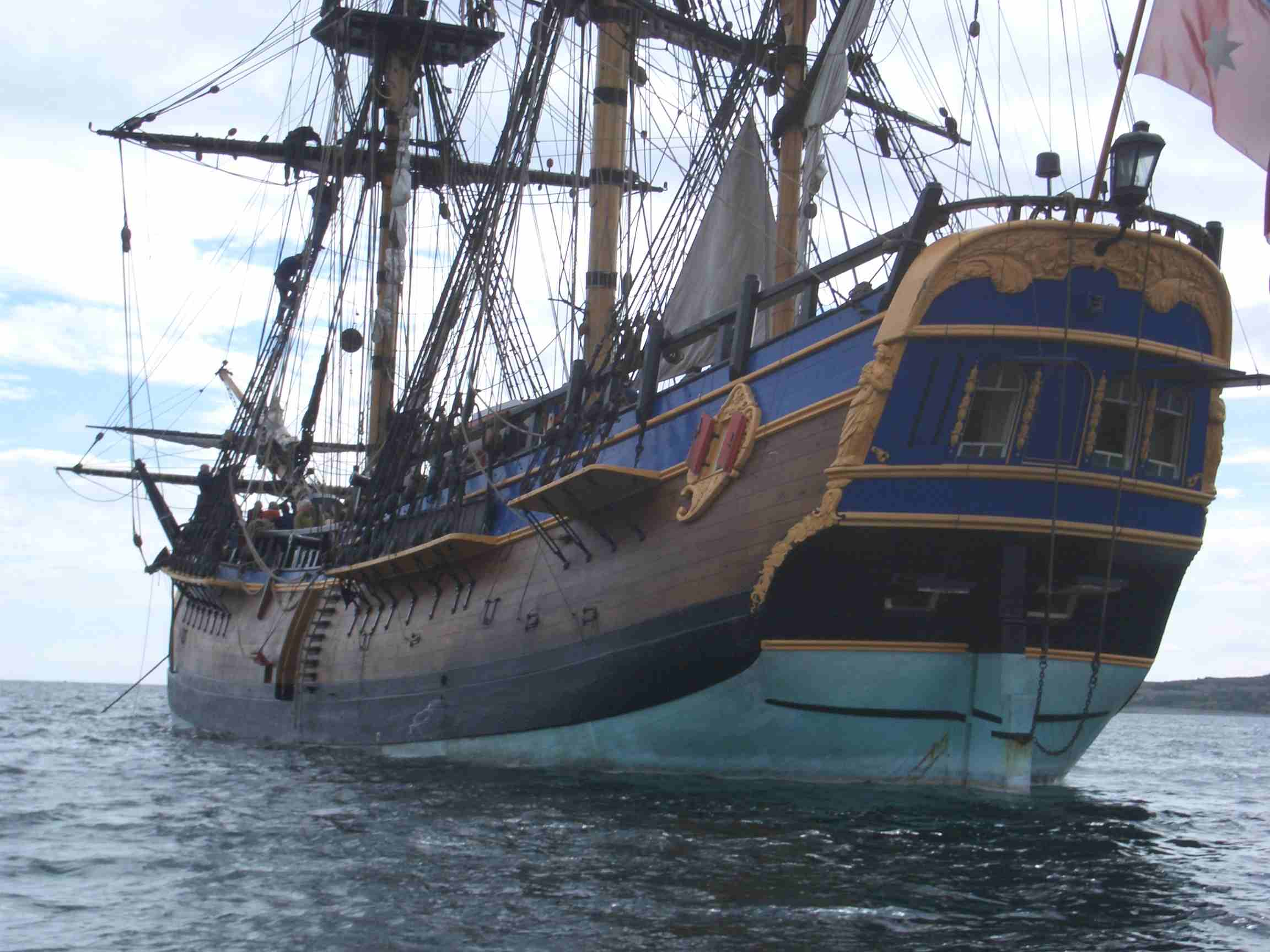
Replica van de Endeavour

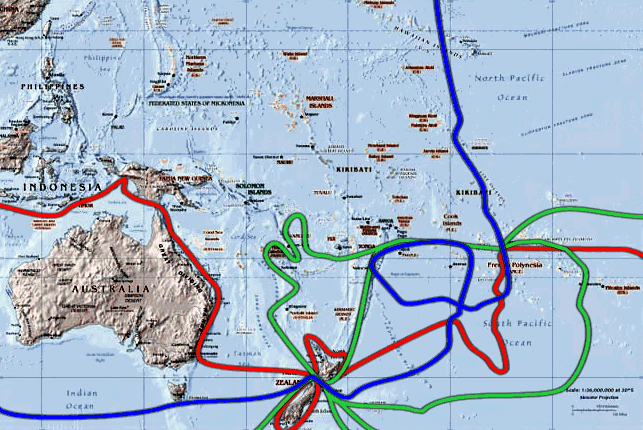
De routes van James Cook
Eerste reis
Tweede reis
Derde reis

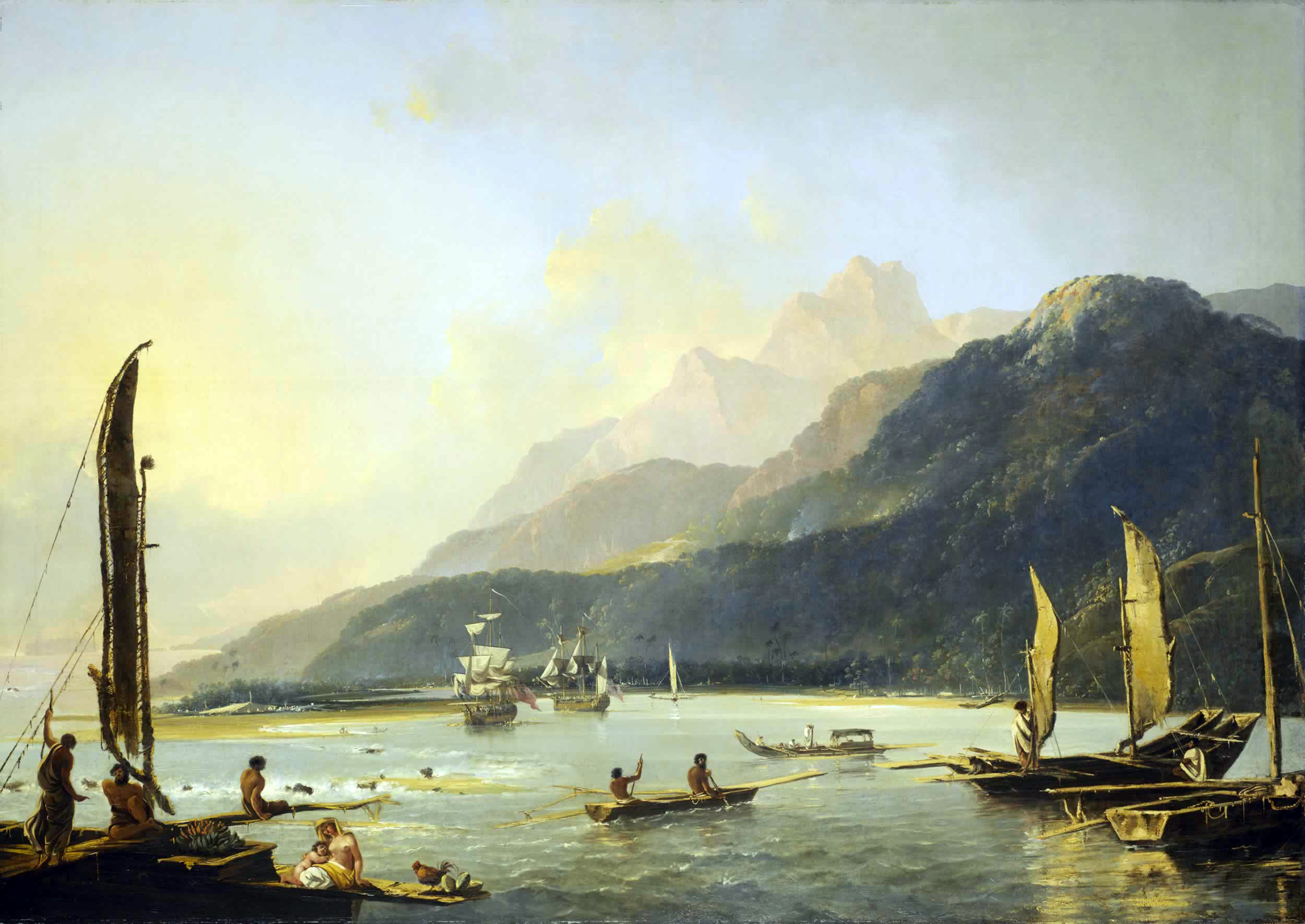
De schepen van Cooks tweede reis op Tahiti

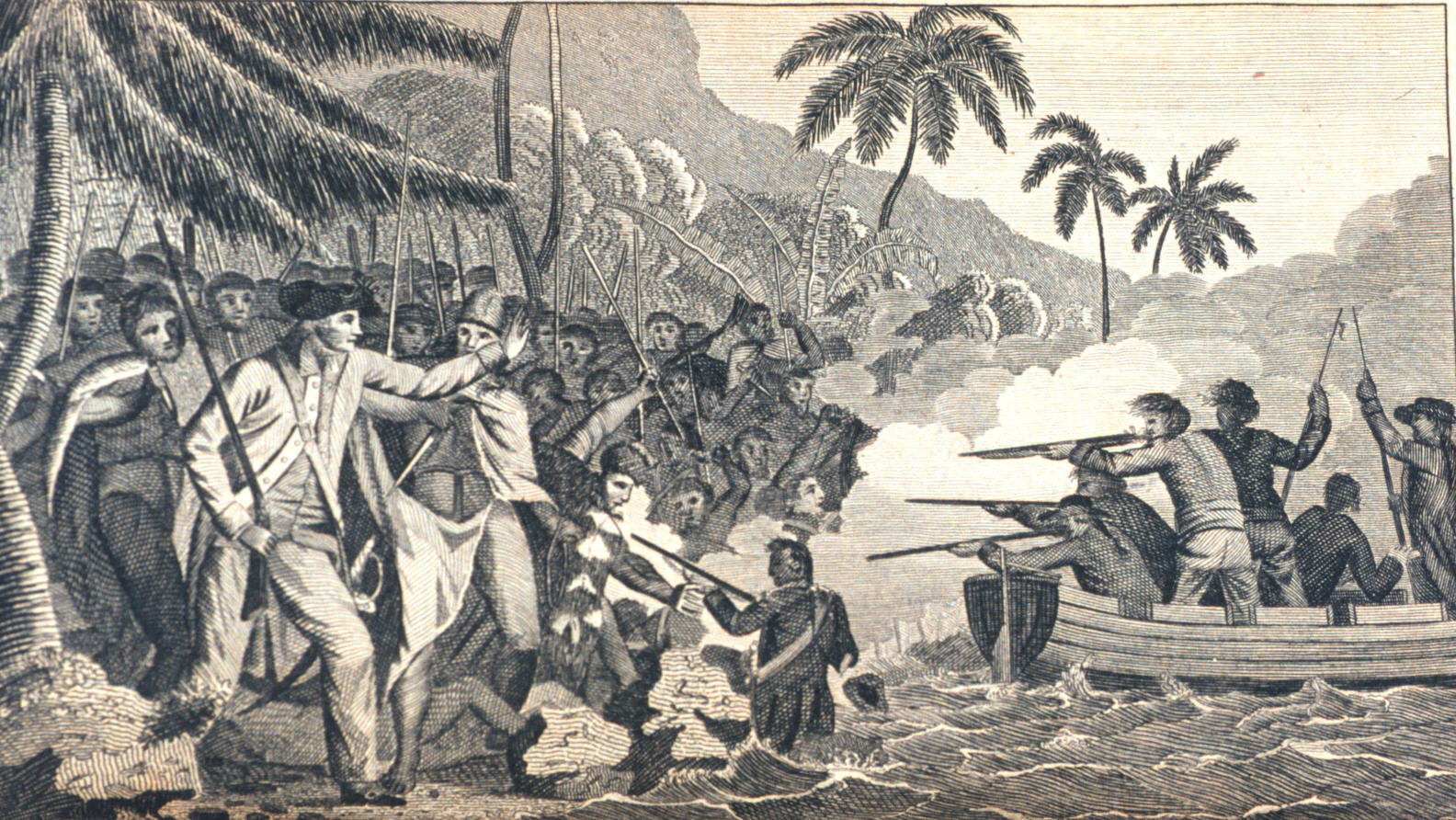
De dood van Cook

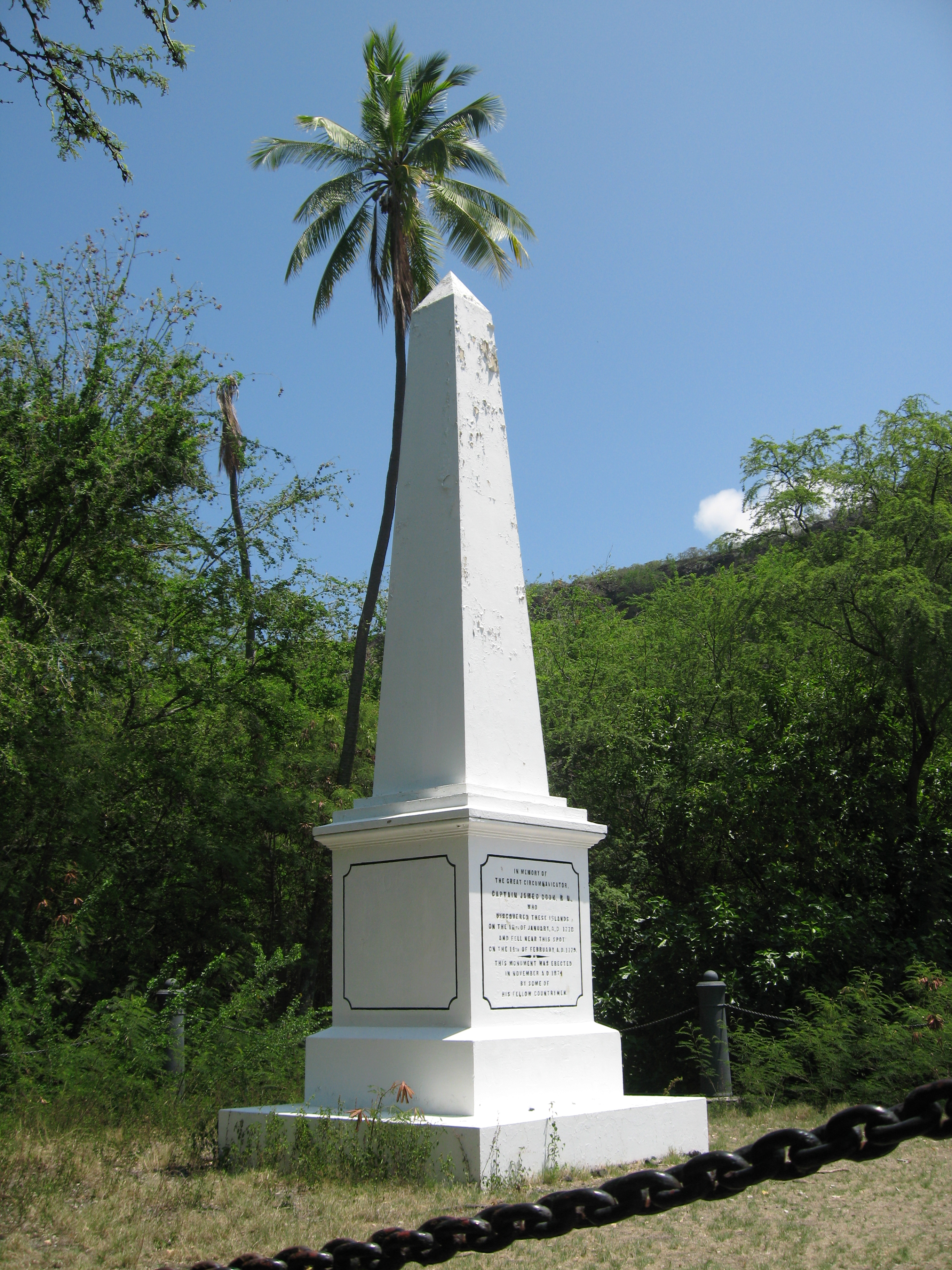
Monument uit 1878 bij de plaats waar Captain Cook werd gedood

James Cook FRS RN (Middlesbrough (Yorkshire), 27 oktober 1728 – Hawaï, 14 februari 1779) was een Britse zeevaarder en cartograaf, die bekend werd vanwege zijn drie ontdekkingstochten naar de Grote Oceaan.

## Vroege leven
Als zoon van een arme boer ging Cook op zijn veertiende in dienst bij een kruidenier, maar de zee trok hem meer, en hij kwam in dienst van Mrs. Walker, scheepseigenaren uit Whitby, aanvankelijk als scheepsjongen op een kolenschip. Hij klom snel hogerop, en voer over de Noordzee en de Oostzee.
In 1755 stond hij op het punt om zelf het gezag over een schip te krijgen, maar in plaats daarvan veranderde hij van carrière, en ging in dienst bij de Royal Navy. Gedurende de Zevenjarige Oorlog werd hij naar Canada gezonden om daar te vechten tegen de Fransen. Hij leerde hier navigatie en cartografie, en bleek daar bedreven in, zoals blijkt uit zijn kaarten van de St. Lawrence, die generaal James Wolfe in 1759 in staat stelden zijn beroemde verrassingsaanval uit te voeren op de Fields of Abraham nabij Quebec.
Het volgende jaar stak hij opnieuw de oceaan over, dit keer met als opdracht het in kaart brengen van de kusten van Newfoundland. Hier was hij tot 1767 mee bezig: 's zomers in Newfoundland en 's winters thuis in Engeland. In 1766 gebruikte hij waarnemingen van een zonsverduistering om de lengtegraad van Newfoundland vast te stellen.

## Eerste reis
In 1766-1767 werden in Engeland plannen gemaakt voor een wetenschappelijke expeditie naar de Grote Oceaan, met een tweeledig doel. Allereerst was er de Venusovergang die zou plaatsvinden op 3 juni 1769. Het was de bedoeling deze waar te nemen vanuit diverse, ver uiteenliggende plaatsen op de aarde. Door deze met elkaar te vergelijken, zou de afstand tussen Aarde en Zon, dat is de astronomische eenheid, kunnen worden vastgesteld, en daarmee de grootte van het zonnestelsel. Een waarnemingspost in de Grote Oceaan zou daarbij zeer nuttig zijn. De tweede, geheimere missie was het zoeken naar Terra Australis, een continent waarvan gedacht werd dat het in de zuidelijke Grote Oceaan, vanaf Nieuw-Zeeland oostwaarts, te vinden zou zijn. Terwijl de voorbereidingen van de reis gaande waren, keerde Samuel Wallis terug van zijn ontdekkingsreis, en het door hem ontdekte Tahiti, dat toen nog Otaheite heette, werd aangewezen als de plaats waar de astronomische waarnemingen werden gedaan.
Een sterke pleitbezorger voor het bestaan van Terra Australis en voor het sturen van een expeditie om deze te vinden, was Alexander Dalrymple. Dalrymple hoopte zelf de leiding over de expeditie te krijgen, maar de Navy vond dat hij te weinig ervaring op zee had en wilde een van haar eigen mensen als leider. Hiervoor werd Cook gekozen, die voor de gelegenheid tot luitenant werd gepromoveerd. Naast de gewone bemanning telde de expeditie een flink wetenschappelijk contingent, geleid door natuuronderzoeker Joseph Banks en verder bestaande uit astronoom Charles Green, botanici Daniel Solander en Hermann Sporing en tekenaar Alexander Buchan. Het schip dat voor de expeditie gebruikt werd was de HMS Endeavour, een omgebouwd kolenschip dat voorheen Earl of Pembroke had geheten.
Cook vertrok op 30 juli 1768 uit Deptford, zeilde rond Kaap Hoorn en voer vandaar noordwestelijk naar Vahitahi en vervolgens naar Tahiti, waar de Venusovergang succesvol werd waargenomen. Hij bezocht ook een aantal van de omringende eilanden en noemde de groep de Genootschapseilanden.
Hierna volgde hij het geheime deel van zijn orders en voer zuidwaarts tot 40°ZB, maar vond geen land. Hierna keerde hij westwaarts totdat hij de kust van Nieuw-Zeeland bereikte, als eerste Europeaan sinds Abel Tasman in 1643. Zes maanden werden besteed aan het volledig in kaart brengen van de kusten van de beide eilanden, waarmee hij aantoonde dat het om twee eilanden ging en niet om een deel van een zuidelijk continent.
Hierna voer hij weer westwaarts. Zijn doel was Tasmanië, maar de wind dwong hem noordelijker en hij bereikte de oostkust van Nieuw-Holland, in Australië, bij Port Hicks. Hij volgde de kust noordwaarts, ontdekte Botany Bay en Port Jackson en noemde het gebied New South Wales. Verder noordwaarts raakte het schip lek toen het op een deel van het Groot Barrièrerif stootte, maar Cook slaagde erin het schip varende te houden en de kust te bereiken zodat het gerepareerd kon worden. Hij stelde vast dat er inderdaad een zeestraat tussen Australië en Nieuw-Guinea liep. Torres was door deze straat gevaren, die daarom ook Straat Torres heet, maar sindsdien was hij niet meer gezien. Cook voer via Batavia en rond Kaap de Goede Hoop weer terug naar het Verenigd Koninkrijk. Op 12 juli 1771 arriveerde hij bij Dover.

## Tweede reis
Cooks eerste reis had het gebied waar Terra Australis zou kunnen worden gevonden sterk ingeperkt. Desondanks waren Dalrymple en anderen er nog altijd van overtuigd dat het moest bestaan. Cook werd na zijn eerste reis bevorderd tot commander. Cooks tweede reis was erop gericht het continent te vinden dan wel definitief van de kaart te doen verdwijnen. Hiertoe moest hij de oceanen op een meer zuidelijke breedtegraad doorkruisen. Hij had de beschikking over twee schepen, waarbij hij zelf op de Resolution voer en Tobias Furneaux het bevel had op de Adventure. In totaal voeren 193 man mee. Banks had aanvankelijk ook mee gewild, maar kon niet tot een vergelijk komen met de leiding van de Navy. Belangrijkste wetenschappers die meevoeren waren nu natuuronderzoeker Johann Reinhold Forster, zijn zoon Georg Forster en Anders Sparrman en tekenaar William Hodges, samen met de jonge Forster.
Cook vertrok op 13 juli 1772 uit Plymouth en na een bezoek aan Kaapstad voer hij zuidwaarts. Hij was daarbij voor zover bekend de eerste die de Zuidpoolcirkel overschreed en kwam tot 67°15' zuiderbreedte. Cook vond geen land, hoewel hij naar nu bekend Antarctica tot op enkele kilometers genaderd was. Hierna ging hij op zoek naar de Kerguelen, waarbij de beide schepen elkaar uit het zicht verloren. Met een dergelijke situatie was echter rekening gehouden en nadat hij de zoektocht onverrichter zake opgaf, voer hij naar Nieuw-Zeeland, waar de beide schepen in Queen Charlotte Sound weer herenigd werden. Furneaux had op zijn tocht de Furneauxeilanden ontdekt.
Gezamenlijk voeren de schepen verder oostwaarts, zonder land te zien, en vervolgens noordwaarts naar Tahiti. Via Tonga keerden ze terug naar Nieuw-Zeeland, waar de schepen in een storm opnieuw het contact verloren. Cook keerde terug naar het rendez-vous in Queen Charlotte Sound en wachtte tevergeefs drie weken op Furneaux. Furneaux kwam uiteindelijk een week na Cooks vertrek alsnog aan en keerde daarna naar Engeland terug. Cook voer zuidwestwaarts en stak opnieuw de poolcirkel over. Vervolgens voer hij oostwaarts langs de rand van het ijs en bereikte een grootste zuidelijke breedte van 71°10', wat tot 1841 de zuidelijkste breedte zou blijven die door mensen bereikt was. Cook keerde na anderhalve maand langs het ijs te hebben gevaren terug naar Tahiti; onderweg bezocht hij het Paaseiland en bracht hij de Marquesas in kaart, die sinds Mendaña (1595) voor zover bekend niet meer door Europeanen gezien waren. Na zijn bezoek aan de Genootschapseilanden verkende hij Tonga en de Nieuwe Hebriden. Hij ontdekte Nieuw-Caledonië en bracht het in kaart. Na nog een bezoek aan Queen Charlotte Sound voer hij oostwaarts naar Vuurland.
Begin 1775 onderzocht Cook het zuiden van de Atlantische Oceaan zoals hij eerder voor de Indische Oceaan en Grote Oceaan had gedaan. Hij ontdekte Zuid-Georgia en de Zuidelijke Sandwicheilanden, die hij beide voor Engeland claimde. Via opnieuw Kaapstad keerde hij terug naar Engeland en kwam op 29 juli 1775 aan in Plymouth.
Terra Australis was nu definitief van de kaart: Cook had aangetoond dat een eventueel zuidelijk continent slechts tussen het poolijs kon bestaan, niet in de gematigde streken van het zuidelijk halfrond. Wellicht nog opvallender was dat in een tijd dat het niet ongebruikelijk was dat een derde tot de helft van de scheepslieden op een lange expeditie stierf. Cook verloor slechts 4 van de 112 man aan boord van zijn schip, waarvan geen enkele aan scheurbuik. Hij gebruikte zuurkool als doeltreffende bron van vitamine C voor zijn mannen. Cook werd bevorderd tot kapitein en gekozen als lid van de Royal Society.

## Derde reis
In 1776 vertrok Cook voor een derde reis. Dit keer was het doel het noorden van de Grote Oceaan, meer specifiek de kust van Noord-Amerika. Cook diende hier te zoeken naar de Noordwestelijke Doorvaart. De expeditie telde twee schepen, de Resolution onder Cook zelf en de Discovery onder Charles Clerke, samen 384 man. De Resolution vertrok vanuit Plymouth op 12 juli 1776, de Discovery op 1 augustus. In Kaapstad werden de beide schepen met elkaar verenigd en richtte men de steven naar het oosten. De Crozeteilanden en de Kerguelen werden gevonden en in kaart gebracht en via Tasmanië, dat toen nog Van Diemens Land heette, kwam de expeditie in Nieuw-Zeeland aan. Rarotonga, de Cookeilanden en de Australeilanden werden ontdekt en men bezocht weer Tonga alvorens op Tahiti enkele maanden rust werd genomen.
Vanuit Tahiti voer Cook noordwaarts en ontdekte een eiland dat hij Santa Island noemde, nu Kiritimati, en een eilandengroep die hij de Sandwicheilanden noemde, maar tegenwoordig als Hawaï bekendstaat. Hij zag overigens bij dit bezoek alleen de twee westelijke eilanden Niihau en Kauai. Bij Heceta Head in Oregon bereikte hij de kust van Noord-Amerika, het eigenlijke doel van zijn reis. Hij volgde de kust noordwaarts en bracht deze in kaart, doch miste de Straat van Juan de Fuca. Hij bereikte uiteindelijk via Unalaska de Beringstraat, maar werd op 70°41'NB door het pakijs tegengehouden. Langs de Siberische kust van de Beringstraat keerde Cook weer naar het zuiden en ontdekte daarbij St. Lawrence Island. Via Unalaska keerde hij terug naar Hawaï.
Dit keer was Maui het eerste eiland dat Cook in zicht kreeg en dit eiland, evenals de andere eilanden van de archipel, werd in kaart gebracht. De bewoners waren aanvankelijk zeer vriendelijk en zagen Cook aan voor Lono, de god van de voorspoed. Toen hij echter eerst wilde vertrekken, maar daarna wegens slecht weer terugkeerde naar het eiland Hawaï, verslechterden de relaties aanzienlijk. Het aantal incidenten, waarbij soms met wapens gedreigd werd, groeide. Toen een boot door de eilandbewoners gestolen was, wilde Cook aan land gaan om een gijzelaar te nemen om zo de boot terug te krijgen. Van beide zijden was de situatie dreigend en een van de Britten schoot een Hawaïaan neer. Hierop kwam het tot een handgemeen, waarin Cook en vier van zijn mannen omkwamen. De plaats bij de Kealakekua Bay waar dit gebeurde heet nu Captain Cook.
Clerke nam het commando van de expeditie over en deed een nieuwe poging door de Beringstraat te varen, die echter evenmin succes had. Hij overleed aan tuberculose en het was uiteindelijk John Gore, die het commando had toen de schepen in oktober 1780 terugkeerden naar het vaderland.

## Privéleven
James Cook trouwde op 21 december 1762 met Elizabeth Batts (1741-1835). Samen kregen ze zes kinderen:
- James (Jamie), Londen 13 oktober 1763 - 25 januari 1794, het langst levende kind van James en Elizabeth. James was bevelhebber van het schip Spitfire. Hij stierf aan boord van een sloep waarin hij net voor een storm naar zijn schip werd geroeid, in de haven van Poole Harbour nabij Isle of Wight. Hij had geen kinderen.
- Nathaniel (Nat), Londen 14 december 1764 - 5 oktober 1780, was bezig aan zijn opleiding bij de marine en stierf tijdens een zware storm nabij het eiland Jamaica.
- Elizabeth (Elly), 1767 - 9 april 1771, stierf op 4-jarige leeftijd bij een verkeersongeval onder de hoeven van een paard, tijdens Cooks tweede grote reis.
- Joseph, 26 augustus 1768 - 13 september 1768
- George, 8 juli 1772 - 1 oktober 1772, werd geboren tijdens Cooks tweede grote reis en stierf voor zijn terugkeer.
- Hugh (Benny), 23 mei 1776 - 21 december 1793, werd geboren tijdens Cooks derde reis, waarvan hij niet terugkeerde. Benny stierf aan een koortsaanval tijdens zijn studie aan het Christ College in Cambridge.

Elizabeth Batts overleefde al haar kinderen en stierf op 93-jarige leeftijd. Haar graf, waar ze samen is begraven met haar zonen James en Hugh, bevindt zich in de kerk van St-Andrew-the-Great in Cambridge.
De weduwe kreeg van de Admiraliteit jaarlijks een pensioen van 200 pond.

## Trivia
- In 1776 ontving Cook de Copley Medal.
- Het schip dat James Cook gebruikte op zijn eerste reis, de HMS Endeavour, is nagebouwd. Het is nu te bezichtigen in het Australian National Maritime Museum.
- De vader van Inspector Morse was een groot bewonderaar van James Cook. Daarom kreeg Morse de voornaam Endeavour, iets dat hij angstvallig geheim hield.
- Het leven van James Cook vormde in 2005 de basis voor de roman De Thuiskomst van Anna Enquist.
- De Cookeilanden, de Straat Cook en Mount Cook in Nieuw-Zeeland, Cooktown in Australië en Cook's Harbour in Canada zijn naar hem genoemd.
- Een stukje hout afkomstig van het schip Endeavour van James Cook was aan boord van de capsule Endeavour van Apollo 15.